# 阿斯科拉

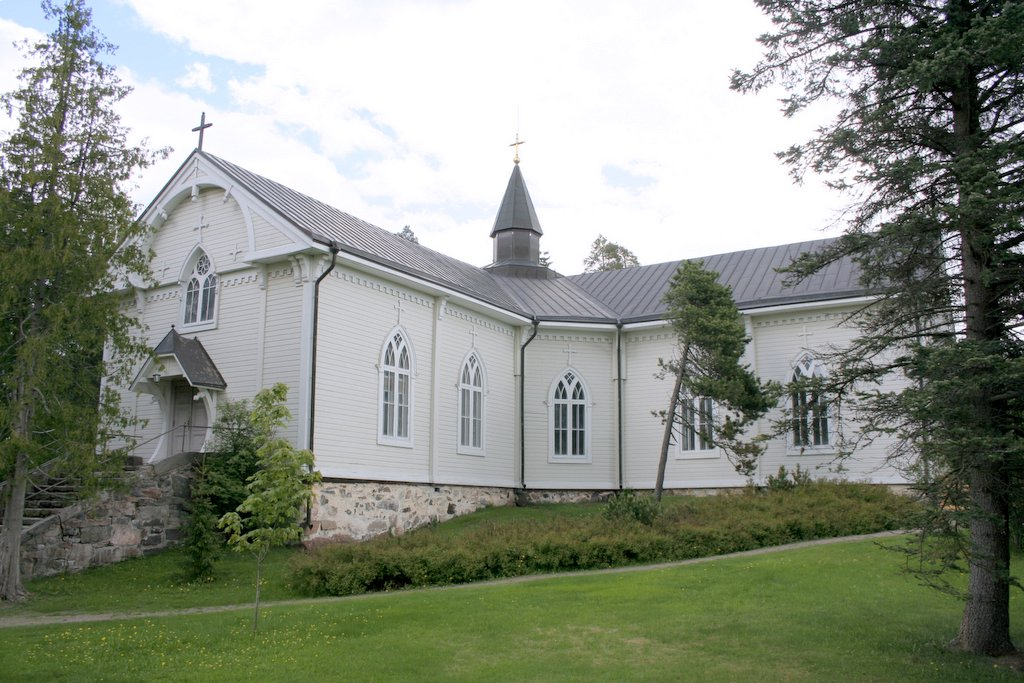
阿斯科拉教堂

阿斯科拉（芬蘭語：Askola）是芬蘭新地區的市鎮，位於該國南部波爾沃河下游，始建於1896年，面積218平方公里，2013年人口4,988，人口密度為每平方公里23.48人。

## 外部連結
- 阿斯科拉市镇官方网站 （页面存档备份，存于） （文）